# Jaroslava
Jaroslava ist ein weiblicher Vorname.

## Herkunft und Bedeutung
Jaroslava ist ein slawischer Vorname, der aus jaro „Frühling“ und sláva „Ruhm“ bzw. oslava „Feier“ zusammengesetzt ist. Es ist die weibliche Form des Namens Jaroslav.

## Varianten
Jaroslawa (russisch), Jarosława (polnisch)

## Namensträgerinnen

### Jaroslava
- Jaroslava Blažková (1933–2017), slowakische Journalistin und Schriftstellerin
- Jaroslava Jehličková (* 1942), tschechische Leichtathletin
- Jaroslava Kretschmerová (* 1955), tschechische Schauspielerin und Synchronsprecherin
- Jaroslava Maxová (* 1957), tschechische Sängerin (Mezzosopran) und Gesangspädagogin
- Jaroslava Schallerová (* 1956), tschechische Schauspielerin

### Jaroslawa
- Jaroslawa Mahutschich (* 2001), ukrainische Hochspringerin
- Jaroslawa Schwedowa (* 1987), russisch-kasachische Tennisspielerin

### Jarosława
- Jarosława Bieda (* 1937), polnische Hochspringerin